# پیتر کواچیک
پیتر کواچیک (انگلیسی: Peter Kováčik؛ زادهٔ ۱ دسامبر ۲۰۰۱) بازیکن فوتبال اهل اسلواکی است.
وی همچنین در تیم ملی فوتبال زیر ۲۱ سال اسلواکی بازی کرده است.